# 动作捕捉
动作捕捉（英語：Motion capture），又稱為動態捕捉，简称動捕，是指记录并处理人或其他物体动作的技术。它广泛应用于军事、娱乐、体育、医疗应用、计算机视觉以及机器人技术等诸多领域。
在电影制作和电子游戏开发等领域，动捕通常是记录人类演员的动作，并将其转换为数字模型的动作，并生成二维或三维的计算机动画。当它捕捉面部或手指的细微动作时，它通常被称为性能捕获（performance capture）。在许多领域，动作捕捉有时也被称为运动跟踪（motion tracking），但在电影制作和游戏开发领域，运动跟踪通常是指匹配移动（match moving）。